# Carmen de Zulueta
Carmen de Zulueta Cebrián, (Madrid, 1916 - Nueva York, 2010) fue una escritora, filósofa y profesora española que, exiliada tras la guerra civil española, desarrolló su actividad docente y creadora en Estados Unidos.  

## Biografía
Era hija de la maestra y pedagoga Amparo Cebrián y del embajador, abogado y diplomático republicano Luis de Zulueta. El político Julián Besteiro estaba casado con Dolores Cebrián, hermana de Amparo. Su hermano fue el malariólogo Julián de Zulueta. Por parte de su padre era sobrina del biólogo Antonio de Zulueta.
Fue alumna de la Institución Libre de Enseñanza y del Instituto Escuela. Comenzó sus estudios en la Universidad Central pero los tuvo que abandonar por la guerra civil. Al estallar esta, la familia se encontraba en Roma, donde su padre era embajador de la República Española ante la Santa Sede. Comenzó entonces su exilio. Tras pasar por Inglaterra y Francia llegó a Colombia donde terminó sus estudios en 1939.
Obtuvo una beca para ampliar estudios en Estados Unidos, tras pasar por el Radcliffe College (Universidad Harvard).
En 1944, se casó con el abogado Richard Greenebaum y se trasladó a São Paulo, donde él trabajaba para la Fundación Rockefeller. Regresó a Nueva York y retomó sus estudios de doctorado. Su tesis doctoral versó sobre el periodista Francisco Navarro Ledesma. Fue profesora en el City College y el Lehman College de la Universidad de la Ciudad de Nueva York (CUNY), donde se jubiló en 1984 como profesora emérita.
Murió en nueva York el 1 de mayo de 2010.

## Obras
- Caminos de España y de América, Madrid, Residencia de Estudiantes,  (ISBN: 84-95078-29-5)
- Cien años de educación de la mujer española, Madrid, 1992
- Compañeros de paseo, s.l, 2001
- Ni convento ni college. La residencia de señoritas, Madrid, CSIC, 1993
- La España que pudo ser. Memorias de una institucionista republicana, Murcia, Universidad, 2000
- Mi vida en España (1916-1936), póstumo

También recopiló y publicó la correspondencia entre su padre, Luis de Zulueta y Miguel de Unamuno; y las de Julián Besteiro (Cartas desde la prisión), de quien era sobrina.